# 高松市立一宮中学校
高松市立一宮中学校（たかまつしりつ いちのみやちゅうがっこう）は、香川県高松市一宮町にある市立中学校。

## 概要
高松市の中部、一宮地区に位置する唯一の中学校である。

## 学校データ
- 生徒数：385人（2011年度[1]）

学校施設（2010年5月1日時点）
- 普通教室：16教室
- 特別教室：16教室
- 校舎面積：5158m2
- 体育館面積：904m2

服装規定
- 制服：あり（通年必用）
- 防寒着：あり[2]

## 歴史
1947年（昭和22年）4月1日、学校教育法の施行に伴い一宮村立一宮中学校として開校。開校当時は一宮小学校の校舎を借用していた。それから9年後の1956年（昭和31年）9月30日には一宮村が高松市へ合併し、校名が高松市立一宮中学校に改称された。

### 年表
- 1947年（昭和22年）4月1日 - 開校。
- 1949年（昭和24年）10月 - 中学校校舎新設。
- 1956年（昭和31年）9月30日 - 高松市立一宮中学校と改称。
- 1958年（昭和33年）6月 - プール竣工。
- 2004年（平成16年）4月1日 - 高松市立小中学校全校で3学期制を廃して2学期制を導入。

### 全校生徒数の推移
一宮中学校の生徒数は年々減少している。
- 1999年度：493人
- 2000年度：497人（+4人）
- 2001年度：504人（+7人）
- 2002年度：460人（-44人）
- 2003年度：425人（-35人）
- 2004年度：378人（-47人）
- 2005年度：362人（-16人）
- 2006年度：360人（-2人）
- 2007年度：390人（+30人）
- 2008年度：387人（-3人）
- 2009年度：385人（-2人）
- 2010年度：373人（-12人）
- 2011年度：385人（+12人）

## 教育目標
確かな学力と豊かな心を持ち、心身ともに健康でたくましい生徒の育成
生徒像
- 目標を持ち目標に向かって努力する生徒
- 基礎学力を身に付け、思考力、判断力、表現力に富む生徒
- 不合理な差別や偏見に気づき克服しようとする、人権意識の高い生徒
- 相手の立場を理解し、時と場に応じた適切な言葉遣いと行動のできる生徒
- 自分を律することのできる、自己指導能力の高い生徒
- 人や自然に対する思いやりと感謝の気持ちを持った生徒
- 自他の生命を尊重できる生徒
- 望ましい生活習慣を身に付け、体力の向上に努め、心身ともに健康でたくましい生徒

## 通学区域
通学区域は高松市一宮地区のほぼ全域。一宮小学校の校区と同一である。
- 高松市
  - 一宮町
  - 三名町
  - 寺井町
  - 鹿角町
  - 成合町（香東中学校区を除く）

## 進学前小学校
- 高松市立一宮小学校
- 高松市立鶴尾小学校 （全域が当中学校の校区であるが、他にも選択可能な中学校あり。）

## 校区内の主な施設
- 国道32号円座バイパス
- 国道193号（空港通り）
- ことでん琴平線空港通り駅 - 一宮駅
- 香川県立高松南高等学校
- 香川大学教育学部附属高松中学校
- 四国八十八箇所霊場第八十三番札所一宮寺
- 田村神社
- 西村ジョイスーパーメガホームセンター成合店
- 生活協同組合コープかがわコープ一宮

## 交通
- ことでん琴平線一宮駅より徒歩16分（1.3km）
- ことでんバス香川中央高校・日生ﾆｭｰﾀｳﾝ（鹿角）線 下大内バス停より徒歩6分（0.5km）